# Anomaloglossus triunfo
Espèce
Synonymes
- Colostethus triunfo Barrio-Amorós, Fuentes & Rivas, 2004

Statut de conservation UICN

 DD  : Données insuffisantes
Anomaloglossus triunfo est une espèce d'amphibiens de la famille des Aromobatidae.

## Répartition
Cette espèce est endémique du Cerro Santa Rosa dans la Serranía del Supamo dans l'État de Bolívar au Venezuela. Elle se rencontre entre 350 et 685 m d'altitude.

## Publication originale
- Barrio-Amorós, Fuentes & Rivas, 2004 : Two new species of Colostethus (Anura: Dendrobatidae) from the Venezuelan Guayana. Salamandra, vol. 40, no 3/4, p. 183-200 (texte intégral).